# Amastigia abyssicola
Amastigia abyssicola är en mossdjursart som först beskrevs av Arnold Girard Kluge 1914.  Amastigia abyssicola ingår i släktet Amastigia och familjen Candidae. Inga underarter finns listade i Catalogue of Life.